# Jean-Christophe Simond
Pour les articles homonymes, voir Simond.
Jean-Christophe Simond, né le 29 avril 1960 à Monaco, est un patineur et entraîneur français.

## Biographie
Il est le fils d'un guide de haute montagne des Contamines-Montjoie décédé tragiquement lors d'une ascension, et le neveu d'André Simond. Il a été huit fois champion de France et deux fois vice-champion d'Europe (en 1981 et 1982).
La patinoire des Contamines-Montjoie porte le nom de « Jean-Christophe Simond ».
Jean-Christophe s'affirme comme le meilleur patineur des figures imposées du monde mais ne réussit pas toujours à concrétiser les espoirs placés en lui. Il représente la France en patinage artistique à trois olympiades : à Innsbruck en 1976, à Lake-Placid en 1980 et à Sarajevo en 1984 sans pouvoir obtenir de médaille. Il ne réussit pas non plus à en obtenir aux championnats du monde, où ses meilleurs résultats sont ses cinquièmes places à Hartford aux États-Unis en 1981, à Copenhague en 1982 et à Helsinki en 1983. Sa carrière atteint son apogée avec ses deux médailles d'argent aux championnats d'Europe de Zagreb en 1981 et de Lyon en 1982.

### Carrière sportive

#### Formation sportive
Jean-Christophe Simond a reçu de André Calame une formation de base du patinage, d'une extrême rigueur. André Calame était un patineur de couple pour la Suisse et avait obtenu deux médailles d'argent aux championnats d'Europe de 1950 et 1951 avec sa partenaire Eliane Steineman. Il a eu également Philippe Pélissier comme entraîneur.

#### Saison 1974/1975
Jean-Christophe Simond se révèle aux championnats de France à Reims alors qu'il n'a encore que 14 ans. Il monte pour la première fois sur le podium national à la troisième place, derrière Didier Gailhaguet et Gilles Beyer. On lui prédit à l'époque une grande carrière et va devenir dans les années futures l'espoir numéro 1 du patinage artistique français. Il va accompagner Didier Gailhaguet pour ses premiers championnats d'Europe organisés à Copenhague, et y prend la 16e place. Par contre, la FFSG (Fédération française des sports de glace) ne le sélectionne pas pour aller aux championnats du monde de mars 1975 à Colorado Springs. Elle préfère y envoyer le champion et le vice-champion de France.

#### Saison 1975/1976
Pour cette saison olympique qui s'ouvre, Jean-Christophe Simond conquiert son premier titre de champion de France à Asnières-sur-Seine. Logiquement sélectionné pour les championnats d'Europe à Genève, il progresse dans la hiérarchie européenne en prenant la 13e place. La fédération le sélectionne ensuite pour aller aux Jeux olympiques d'hiver de février 1976 à Innsbruck. Seul représentant français pour toutes les catégories du patinage artistique, il se classe 15e. Par contre, il ne va pas aux championnats du monde de mars 1976 à Göteborg, la fédération y envoie Christophe Boyadjian qui lui se classe 13e sur 21 participants, battant ainsi Jean-Christophe Simond indirectement avec sa 15e place aux J.O. Pourquoi la Fédération n'envoie-t-elle pas Gilles Beyer, second aux Nationaux cette saison-là? La Fédération n'a sans doute pas pris en compte le jugement des championnats de France de 1975-76 vu que Christophe Boyadjian avait su se démarquer à plusieurs reprises à des compétitions internationales, se battant contre certains des meilleurs patineurs mondiaux, battant même Jean-Christophe Simond de trois places au "Wander Pokal" à Karl-Marx-Stadt, aujourd'hui Chemnitz. Un autre motif pouvant être que les juges ont toujours usé de discrimination contre Christophe Boyadjian (le journal "l’Équipe").

#### Saison 1976/1977
Il conserve son titre national à Amiens, mais ne participe pas aux championnats d'Europe à Helsinki. Par contre, il part à Tokyo pour patiner pour la première fois à des championnats du monde, en mars 1977. Il prend la 15e place mondiale.

#### Saison 1977/1978
Il déclare forfait aux championnats de France à Belfort, laissant le titre à Gilles Beyer. Il sera absent toute la saison des compétitions internationales.

#### Saison 1978/1979
Il reconquiert son titre national à Tours, ce qui le qualifie pour les championnats d'Europe de 1979 à Zagreb. Il va alors avoir la première performance de sa carrière sportive en se classant au pied du podium européen. Cette 4e place européenne va concrétiser les espoirs placés en lui par le patinage français. Aux championnats du monde de mars 1979 à Vienne, il continue sa progression mondiale en entrant dans le top 10 avec la 7e place.

#### Saison 1979/1980
Pour sa seconde saison olympique, Jean-Christophe Simond conserve sa domination nationale dans la catégorie des messieurs, en remportant pour la quatrième fois le titre national à Reims. Aux championnats d'Europe à Göteborg, il ne réussit pas à améliorer son résultat de la saison passée et redescend à la 6e place. Sélectionné par la fédération pour représenter la France aux Jeux olympiques d'hiver de février 1980 à Lake Placid, il est encore le seul patineur français, toutes catégories confondues. Il va prendre la 7e place de la compétition. Le mois suivant aux championnats du monde à Dortmund, il redescend de la hiérarchie mondiale pour ne prendre que la 13e position.

#### Saison 1980/1981
Il gagne son cinquième titre de champion de France à Anglet. Aux championnats d'Europe à Innsbruck, Jean-Christophe frôle le titre et remporte sa première médaille européenne. Ce sera l'argent derrière le soviétique Igor Bobrin. Aux championnats du monde de mars 1981 à Hartford aux États-Unis, il retrouve le top 10 mondial qu'il avait perdu la saison passée, avec la 5e place.

#### Saison 1981/1982
Pour la première fois de sa carrière amateur, il participe au Trophée NHK du Japon, accompagné de la patineuse Anne-Sophie de Kristoffy. Il y conquiert la médaille de bronze. Ensuite, son sixième titre national en poche obtenu à Asnières-sur-Seine, il repart à la conquête du titre européen qui lui a échappé la saison dernière. La France organise les championnats d'Europe à Lyon, et le titre européen est cette fois-ci à la portée de Jean-Christophe Simond. Mais, souvent nerveux en compétition internationale, il transforme un double axel en simple lors du programme court. « Je ne comprends absolument pas ce qui s'est passé dans ma tête » dira-t-il navré après sa prestation. Il laisse échapper le titre à l'allemand Norbert Schramm. Aux championnats du monde de mars 1982 à Copenhague, Jean-Christophe confirme son résultat de l'année passée et se classe encore 5e.

#### Saison 1982/1983
Il remporte son septième titre national à Bordeaux mais régresse aux championnats d'Europe à Dortmund à la 6e place. Lors des championnats du monde de mars 1983 à Helsinki, il obtient pour la troisième fois consécutive la 5e place mondiale.

#### Saison 1983/1984
Pour sa troisième saison olympique, Jean-Christophe Simond devient champion de France à Megève pour la huitième fois, ce qui constitue un record à égalité avec Jean Henrion dans les années 1930 (Il n'est battu que par Alain Giletti dans les années 1950 qui a dix victoires). Blessé lors des championnats d'Europe à Budapest, il doit abandonner la compétition. Lors des Jeux olympiques d'hiver de février 1984 à Sarajevo, il ne réussit pas à monter sur le podium, mais obtient son meilleur résultat olympique personnel avec la 6e place,. Après les Jeux olympiques, il décide de quitter le patinage amateur et de passer professionnel. Il ne participe donc pas aux championnats du monde de mars 1984 à Ottawa.

### Reconversion
Juste après les Jeux olympiques de Sarajevo et après une brillante carrière sportive, Jean-christophe Simond décide de quitter le patinage amateur sans attendre les championnats du monde de mars 1984 à Ottawa. Il se lance dans une carrière d'entraîneur et commence dès le 1er avril 1984 à enseigner à Nice, puis au bout de six mois il part travailler à Paris aux Français Volants. Il sera aussi plus tard entraîneur au NCAP (Nice Côte d'Azur Patinage).
Il a entraîné beaucoup de patineurs dont les plus connus sont: Philippe Roncoli, Axel Médéric, Agnès Gosselin ou encore Éric Millot. Il a aussi organisé des stages d'entraînement pour les enfants et adolescents, et c'est ainsi qu'il a travaillé avec Brian Joubert pour la première fois alors que celui-ci n'avait que 11 ans. Quelques années plus tard, de septembre 2006 à mars 2009, il devient son entraîneur à part entière, et participe ainsi à sa conquête du titre mondial en mars 2007 à Tokyo. Brian a été le meilleur élève que Jean-Christophe ait eu dans toute sa carrière d'entraîneur.
Il est également spécialiste technique au niveau international dans le nouveau système de jugement du patinage artistique.

#### Entraîneur de Brian Joubert (2006-2009)
Jean-Christophe Simond est l'entraîneur du champion du monde Brian Joubert pendant trois saisons.
En 2006/2007, Jean-Christophe Simond commence sa collaboration avec Brian Joubert en septembre 2006. Ils travaillent sur une BO de James Bond pour le programme court et sur la musique du quatuor à cordes finlandais Apocalyptica (reprise de Metallica) pour le programme libre. Brian reste invaincu pendant toute la saison, il remporte successivement les Masters de Clermont-Ferrand, le Trophée de France à Paris, la Coupe de Russie à Moscou, la finale du Grand Prix ISU à Saint-Pétersbourg, les championnats de France à Orléans, les championnats d'Europe à Varsovie et les championnats du monde à Tokyo.
En 2007/2008, Jean-Christophe Simond et Brian Joubert conservent le programme long d'Apocalyptica et changent le programme court en prenant la musique All for you de Sébastien Damiani. Avec l'aide de son entraîneur, Brian remporte successivement les masters de Courbevoie, le Skate Canada à Québec et les championnats de France à Megève. Il prend ensuite la médaille de bronze des championnats d'Europe à Zagreb, et la médaille d'argent des championnats du monde à Göteborg.
En 2008/2009, ils décident de changer les deux programmes. Ils choisissent de travailler le programme court sur Rise de Safri Duo et le programme long sur la BO du film Le Dernier des Mohicans. Brian se place 2e des masters d'Orléans, 4e du Trophée Bompard puis remporte la Coupe de Russie à Moscou. Il doit ensuite déclarer forfait pour les championnats de France à Colmar. Trois semaines avant les championnats d'Europe à Helsinki, ils changent le programme long et prennent les BO de Matrix Reloaded et Requiem for a Dream, avec lequel Brian conquiert son 3e titre européen. Lors des championnats du monde à Los Angeles, Brian ne prend que la médaille de bronze, ce qui va mettre un terme à sa collaboration avec Jean-Christophe Simond en mars 2009. Brian déclare à propos de son entraîneur : "Jean-Christophe a perdu confiance en moi. Les Jeux, il n'y croit pas. Quand j'ai eu des problèmes de matériel en début de saison, il disait que c'était dans ma tête ; la blessure au genou, il n'y a même pas cru". Brian travaille ensuite avec Laurent Depouilly.

## Palmarès
| Jeux olympiques d'hiver             |         | 15e     |         |         |         | 7e      |         |         |         | 6e      |  |  |  |  |
| Championnats du monde               |         |         | 15e     |         | 7e      | 13e     | 5e      | 5e      | 5e      |         |  |  |  |  |
| Championnats d’Europe               | 16e     | 13e     |         |         | 4e      | 6e      | 2e      | 2e      | 6e      | A       |  |  |  |  |
| Championnats de France              | 3e      | 1er     | 1er     | F       | 1er     | 1er     | 1er     | 1er     | 1er     | 1er     |  |  |  |  |
|                                     |         |         |         |         |         |         |         |         |         |         |  |  |  |  |
| Autre Compétition                   | 1974/75 | 1975/76 | 1976/77 | 1977/78 | 1978/79 | 1979/80 | 1980/81 | 1981/82 | 1982/83 | 1983/84 |  |  |  |  |
| Skate Canada                        |         |         |         | 7e      |         |         | 4e      |         |         |         |  |  |  |  |
| Trophée NHK                         |         |         |         |         |         |         |         | 3e      |         |         |  |  |  |  |
| Légende : F = Forfait ; A = Abandon |         |         |         |         |         |         |         |         |         |         |  |  |  |  |

## Sources
- Le livre d'or du patinage d'Alain Billouin, édition Solar, 1999

- Ressources relatives au sport :   - Munzinger
  - Olympedia